# 漆島時守
漆島 時守（うるしま ときもり）は、平安時代初期の人物。漆島氏（漆間氏）の祖とされる。
姓は宿禰。父は津島県主の末裔で延暦17年（798年）に宇佐神宮大宮司に任命された従六位下・津島朝臣縣守。母は辛嶋氏の系図によれば辛嶋勝豊比売（あるいは系図で結ばれているだけで血縁関係はないか）。別名に赤蜂（赤蜂将軍）がある。子供には漆島時季がいる。

## 概要
延暦元年（782年）に総検校となり従四位和泉守に任じられ、同5年に豊前国宇佐郡の辛島郷・高家郷を賜ったという。

## 参考
https://books.google.co.jp/books?id=Pb1r7P0iUIUC&pg=PA115&lpg=PA115&dq=%22%E6%BC%86%E5%B3%B6%E6%99%82%E5%AE%88%22&source=bl&ots=Q7i70cDQK-&sig=ACfU3U2OlIqDeKispSKoxkT3koBTEM6ztg&hl=ja&sa=X&ved=2ahUKEwiG9KiI_cr4AhVF4GEKHf1UAlwQ6AF6BAgDEAI#v=onepage&q=%22%E6%BC%86%E5%B3%B6%E6%99%82%E5%AE%88%22&f=false